# Bazhou
Bazhou (霸州 ; pinyin : Bàzhōu) est une ville de la province du Hebei en Chine. C'est une ville-district placée sous la juridiction de la ville-préfecture de Langfang.

## Démographie
La population du district était de 530 635 habitants en 1999.